# Eleição municipal do Recife em 2012
A eleição municipal da cidade brasileira do Recife realizada no dia 7 de outubro de 2012, foi responsável por eleger um prefeito, um vice-prefeito e 39 vereadores para a administração da cidade. A votação para o cargo de prefeito foi disputada entre os candidatos: Geraldo Julio (PSB), Daniel Coelho (PSDB), Humberto Costa (PT), Mendonça Filho (DEM), Roberto Numeriano (PCB), Edna Costa (PPL), Jair Pedro (PSTU) e Douglas Sampaio (PRTB), sendo vencida, em primeiro turno, por Geraldo Julio (PSB) com 51,15% dos votos.
Geraldo Julio (PSB) sucedeu ao até então prefeito da cidade, João da Costa Bezerra Filho, do Partido dos Trabalhadores, que terminou seu mandato no dia 31 de dezembro de 2012 e não foi candidato à reeleição.

## Candidatos e coligações
Coligação é o nome que se dá à união de dois ou mais partidos políticos que apresentam conjuntamente seus candidatos para determinada eleição. As coligações podem ser formadas para eleições majoritárias (escolha de prefeitos, governadores, senadores e presidente da república), proporcionais (vereadores, deputados estaduais, distritais e federais) ou ambas. Nas eleições majoritárias, a coligação é responsável por definir o tempo do horário eleitoral gratuito de cada candidato, já que o tamanho da bancada parlamentar na Câmara dos Deputados é utilizado como base do cálculo. Quanto mais deputados uma coligação tiver, maior o seu tempo na televisão.
| Nº | Nome              | Partido/Coligação                                                                       |
| -- | ----------------- | --------------------------------------------------------------------------------------- |
| 40 | Geraldo Júlio     | Frente Popular do Recife (PSB/PCdoB/PDT/PTB/PMDB/PSD/PR/PSL/PTN/PSC/PTC/PSB/PV/PRP/PRB) |
| 13 | Humberto Costa    | Para o Recife Seguir Mudando (PT/PP/PSDC/PHS)                                           |
| 45 | Daniel Coelho     | Renova Recife (PSDB/PPS/PTdoB)                                                          |
| 25 | Mendonça Filho    | Mudança por um Recife Melhor (DEM/PMN)                                                  |
| 21 | Roberto Numeriano | Frente de Esquerda (PCB/PSOL)                                                           |
| 54 | Edna Costa        | PPL                                                                                     |
| 28 | D. Sampaio        | PRTB                                                                                    |
| 16 | Jair Pedro        | PSTU                                                                                    |

## Resultados

### Prefeito
| Candidatos                   | Votos   | %     |
| ---------------------------- | ------- | ----- |
| Geraldo Júlio (PSB) - eleito | 458.380 | 51,15 |
| Daniel Coelho (PSDB)         | 245.120 | 27,65 |
| Humberto Costa (PT)          | 154.460 | 17,43 |
| Mendonça Filho (DEM)         | 19.403  | 2,25  |
| Roberto Numeriano (PCB)      | 6.766   | 0,76  |
| Edna Costa (PPL)             | 2.649   | 0,30  |
| Jair Pedro (PSTU)            | 2.095   | 0,24  |
| Douglas Sampaio (PRTB)       | 2.026   | 0,23  |

| Vereadores Eleitos          | Vereadores Eleitos | Vereadores Eleitos | Vereadores Eleitos |
| Candidato                   | Partido            | Votação            | Votação            |
| Candidato                   | Partido            | Porcentagem        | Votos              |
| --------------------------- | ------------------ | ------------------ | ------------------ |
| André Ferreira              | PMDB               | 1,79%              | 15.774             |
| Antonio Luiz Neto           | PTB                | 1,57%              | 13.833             |
| Priscila Krause             | DEM                | 1,52%              | 13.386             |
| Estefano Menudo             | PSB                | 1,36%              | 12.012             |
| Raul Jungmann               | PPS                | 1,35%              | 11.873             |
| Professor Jairo Brito       | PT                 | 1,28%              | 11.233             |
| Maguari                     | PSB                | 1,23%              | 10.806             |
| Missionária Michele Collins | PP                 | 1,20%              | 10.589             |
| Luís Eustáquio              | PT                 | 1,13%              | 9.928              |
| Irmã Aimee                  | PSB                | 1,13%              | 9.916              |
| Felipe Francismar           | PSB                | 1,11%              | 9.788              |
| Jurandir Liberal            | PT                 | 1,04%              | 9.113              |
| Carlos Gueiros              | PTB                | 1,02%              | 8.949              |
| Osmar Ricardo               | PT                 | 0,99%              | 8.714              |
| Almir Fernando              | PC do B            | 0,97%              | 8.522              |
| Marília Arraes              | PSB                | 0,96%              | 8.481              |
| Isabella de Roldão          | PDT                | 0,96%              | 8.480              |
| Augusto Carreras            | PV                 | 0,95%              | 8.376              |
| Eduardo Marques             | PTB                | 0,94%              | 8.234              |
| Eriberto Rafael             | PTC                | 0,90%              | 7.952              |
| Alfredo Santana             | PRB                | 0,89%              | 7.854              |
| Vicente André Gomes         | PSB                | 0,89%              | 7.823              |
| Dr. Rogério de Lucca        | PSL                | 0,86%              | 7.597              |
| André Régis                 | PSDB               | 0,83%              | 7.273              |
| Henrique Leite              | PT                 | 0,83%              | 7.271              |
| Aline Mariano               | PSDB               | 0,79%              | 6.948              |
| Gilberto Alves              | PTN                | 0,68%              | 6.015              |
| Marco Aurélio Meu Amigo     | PTC                | 0,68%              | 5.999              |
| Jadeval de Lima             | PTN                | 0,66%              | 5.784              |
| Eurico Freire               | PV                 | 0,65%              | 5.733              |
| Rodrigo Vidal               | PDT                | 0,62%              | 5.441              |
| Edmar de Oliveira           | PHS                | 0,61%              | 5.352              |
| Marcos Di Bria              | PT do B            | 0,61%              | 5.350              |
| Aderaldo Pinto              | PRTB               | 0,59%              | 5.203              |
| Eri                         | PTC                | 0,56%              | 4.902              |
| Aerto Luna                  | PRP                | 0,54%              | 4.746              |
| Davi Muniz                  | PHS                | 0,54%              | 4.739              |
| Wilton Brito                | PHS                | 0,51%              | 4.518              |
| Eduardo Chera               | PTN                | 0,48%              | 4.205              |

### Aplicação da Ficha Limpa
A lei da Ficha Limpa foi aprovada e sancionada pelo ex-presidente Lula em 2010. A lei despertou dúvida em relação à sua validade para as eleições de 2012, pois fere o artigo 16 da Constituição, na qual define que uma mudança nas leis que tenha impacto no processo eleitoral só pode começar a valer um ano após sua publicação. O resultado foi decidido no início de 2011 com a invalidade da lei para 2010. Com isto, alguns políticos barrados assumiram o cargo fazendo com que outros cedessem a vaga.